# Regelbau 605
La casemate de type Regelbau 605 est une casemate répondant au standard Regelbau. Sa mission est de servir d'abri pour des canons.

## Construction
Sa construction nécessitait d'excaver 1 600 m3 de matériaux et de couler 910 m3 de béton. Elle nécessite aussi la pose de 43 t de fer à béton.

## Architecture
L'ouvrage peut accueillir des canons de différents calibres.
Il peut aussi bien s'agir de 3 canons FlaK 38 de 20 mm, 4 PaK 113 de 25 mm, 4 PaK de 37 mm ou 2 FlaK 36 de 37 mm.

## Exemplaires
Environ 9 de ces bunkers ont été construits pendant la Seconde Guerre mondiale.